# Bu Akşam
Bu Akşam – płyta DVD grupy Duman.
Album został wydany w 2004 roku przez wytwórnię płytową NR1 Müzik. Płyta zawiera zapis koncertu w İstanbul Bostancı Gösteri Merkezi, który odbył się 3 października 2003 roku. Oprócz koncertu, na płycie znalazły się także teledyski i fragmenty programów telewizyjnych z udziałem zespołu, wywiady, zdjęcia oraz dyskografia Duman.

## Lista utworów
1. "Bu Akşam"
2. "Masal"
3. "Oje"
4. "Bebek"
5. "Belki Alışman Lazım"
6. "İstanbul"
7. "Hatun"
8. "Gurbet"
9. "Her Şeyi Yak"
10. "Ah"
11. "Manası Yok"
12. "Hayatı Yaşa"
13. "Olmadı Yar"
14. "Kırmış Kalbini"
15. "Köprüaltı"
16. "Haberin Yok Ölüyorum"

## Dodatki
- Teledyski do utworów: "Köprüaltı", "Hayatı Yaşa", "Bebek", "Her Şeyi Yak", "Oje", "Bu Akşam", "Çile Bülbülüm" i "Belki Alışman Lazım"
- Utwory nagrane dla telewizji: "Halimiz Duman" dla Cnn Türk Müzik z 13 stycznia 2000, "Olmadı Yar" dla TV8 Yorumsuz z 11 kwietnia 2003, "Kırmış Kalbini" dla Dream Tv Yılbaşı z 21 grudnia 2003
- Reportaże dla telewizji: Cnn Türk Müzik z 12 stycznia 2000, Cnn Türk Frekans z 20 sierpnia 2002, TV8 Yorumsuz z 11 kwietnia 2003
- Dyskografia zespołu
- Galeria fotografii